# Gammarus bousfieldi
Gammarus bousfieldi' is een vlokreeftensoort uit de familie van de Gammaridae. De wetenschappelijke naam van de soort is voor het eerst geldig gepubliceerd in 1961 door Cole & Minckley.
G. bousfieldi komt endemisch voor in de Verenigde Staten. De soort staat als kwetsbaar op de rode lijst van bedreigde soorten van de International Union for Conservation of Nature and Natural Resources (IUCN).